# Rietheim (Zwitserland)

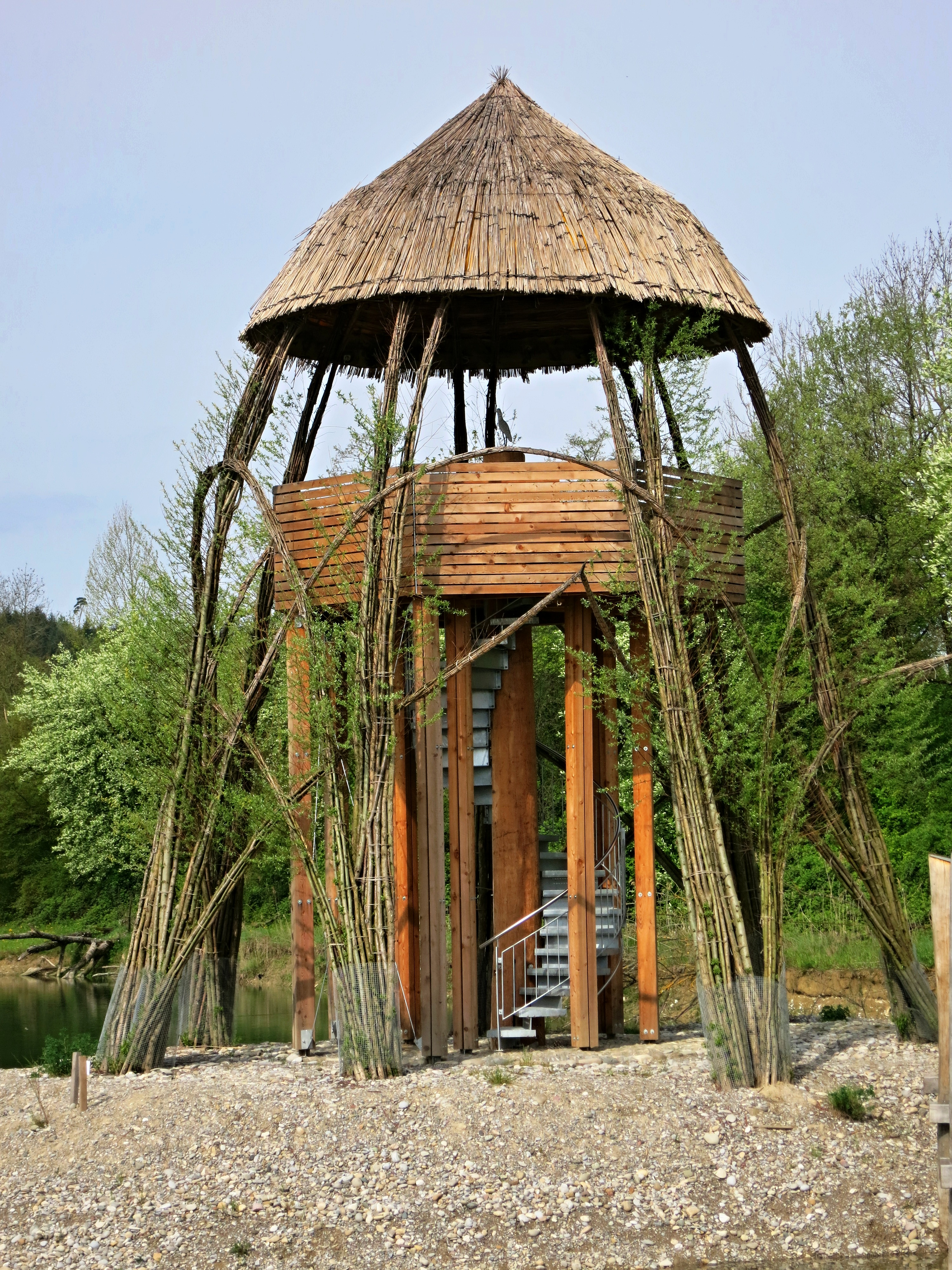
Uitkijktoren Chly Rhy te Rietheim

Rietheim is een plaats en voormalige gemeente in het Zwitserse kanton Aargau en maakt deel uit van het district Zurzach.
Rietheim telt 754 inwoners.

## Geschiedenis
Op 1 januari 2022 fuseerde Rietheim met de gemeenten Bad Zurzach, Baldingen, Böbikon, Kaiserstuhl, Rekingen, Rümikon en Wislikofen tot een nieuwe gemeente die de naam Zurzach kreeg.